# مراحل إصدار البرمجيات

دورة حياة إصدار البرمجيات

مراحل إصدار البرمجيات هي المراحل التي يمر بها أي برنامج حاسوبي ابتداء من الفكرة وحتى طرح النسخة النهائية في الأسواق للاستخدام العام، حيث تتم العملية على مراحل من النسخة التجربية إلى المحسنة إلى الإصدار النهائي، وهي دورة تشمل أغلب البرامج التي تسوق سواء كانت برامج عامة أو خاصة. حيث تضمن دورة حياة إصدار البرامج الحصول على منتج مستقر وجاهز للاستخدام بدون مشاكل تتسبب في انهياره.

## المرحلة قبل ألفا
تعتبر المرحلة الأولى في طرح البرمجيات وتكون في العادة كثيرة الأخطاء وغير سليمة وغالبا ما تكون لطرح ما سيكون عليه البرنامج والخصائص التي سيتمتع بها.

## المرحلة ألفا
تعتبر هذه المرحلة مهمة للمختصين والمبرمجين بحيث تطرح هذه النسخة خصيصا لهم لإعطاء رأيهم ودراسة خصائصها ومشاكلها.

## المرحلة بيتا
هي المرحلة التالية للبرامج التي تتجاوز المرحلة الأولى ألفا وتكون قد تجاوزت المشاكل الرئيسية، وتطرح على المستخدمين الآخرين لاستخدامها بشكل موسع ومعرفة نقاط الإخفاق فيها، وتعتبر أهم المراحل ففيها يكون التقييم وتتميز عن النسخة ألفا بأنها تشمل أغلب المميزات النهائية لكن بمشاكل أقل مع احتمال أقل للتسبب في انهيار النظام أو البرنامج، وتنشر هذه النسخة في العادة بالمجان أو بمبالغ قليلة للاستخدام الموسع والتقييم، وتصدر هذه النسخة عند إكمال المبرمجين إدخال معلومات أغلب مميزات البرنامج.

## النسخة المرشحة Release Candidate
يتم اختصار تسميتها بـ RC ، ويمكن أن تكون هذه النسخة هي النهائية بحيث تسوق تحت ضمان، وتكون جاهزة للاستخدام والبيع بعد أن يتم تلافي كل الأخطاء الموجودة بالنسخة بيتا، وتكون هذه النسخة مستقرة بشكل جيد مما يسمح للمستخدمين العاديين باستخدامها بأمان أكثر.

## النسخة المطروحة للتسويق Release To Manufacturing
تطرح هذه النسخة للتسويق وبشكل آمن تماما، تختصر تسميتها بـ RTM وتكون هذه النسخة نهائية بشكل شبه كامل، وعادة ما تطرح للبيع على الشبكة العالمية قبل طرحها على أقراص خاصة، ويمكن اعتبارها نسخة نهائية وكاملة.

## النسخة النهائية
يطرح البرنامج في هذه المرحلة بشكل نهائي وخالي من الأخطاء على أقراص للبيع أو على الإنترنت.